# Enemies of Reality
Enemies of Reality es el quinto disco del grupo americano de metal progresivo Nevermore, distribuido en 2003 por Century Media Records. Debido a las distintas críticas recibidas por el álbum producido por Kelly Gray, fue vuelto a mezclar y masterizar por Andy Sneap en 2005 para un relanzamiento del disco.

## Visión de conjunto
Los gusanos de la portada del disco hacen referencia directa a las letras del tema que da título al álbum, "Enemies of Reality", en la cual Warrel Dane canta "Open wide and eat the worms of the enemy" (traducción, "abre bien [la boca] y come los gusanos del enemigo"). Hay alguna que otra imagen en el libreto inspirada en las letras de los temas, como una mano abierta que sostiene un sol que brilla intensamente (extraído de "Ambivalent", donde las letras dicen "The sun in my hand becomes my despair", algo así como "el sol en mi mano se convierte en mi desesperación"). Al comienzo de la canción hay un mensaje que se escucha al revés que repite el pre-coro "we are the useless by-product of soulless meat" (traducción, "somos el inútil subproducto de una carne sin alma"):
En la última página del libreto del CD hay una dedicatoria al líder de Death, Chuck Schuldiner, que dice: "This record is dedicated to Chuck. Let the metal flow into eternity..." (traducción, "Este disco está dedicado a Chuck Schuldiner. Deja que el metal fluya en la eternidad...").
El tema "Noumenon" refiere su título al concepto filosófico de "las cosas como realmente son" en contraposición al concepto de "fenómeno" que se refiere a "las cosas como parecen ser". El término fue popularizado por Immanuel Kant, que lo usó como ayuda para la explicación de su filosofía del idealismo trascendental.

## Trasfondo
Enemies of Reality fue escrito y grabado durante una época tumultuosa tanto a nivel personal como profesional para los miembros del grupo. Dane atribuye el sonido del disco a los retos a los que los miembros del grupo se enfrentaban en ese periodo: "Enemies Of Reality fue un álbum difícil de hacer. Atravesábamos todos tiempos difíciles en nuestras vidas. Estábamos de verdad enfadados, y creo que es lo que se refleja en el disco."
Entre los retos profesionales a los que la banda se enfrentó estaba el hecho de que este disco era el último álbum del grupo que tenían firmado con Century Media. Esto interfirió en la creación del disco de una forma visible, con un presupuesto para grabarlo que se convirtió en un aspecto de las negociaciones. De todas formas, la descripción de Dane sobre la situación indica que tanto el grupo como la discográfica se mantuvieron en sus posiciones para la negociación: 
Básicamente, ellos [Century Media] querían que firmásemos un nuevo contrato antes que el anterior finalizase y nosotros no queríamos eso. Queríamos completar el contrato firmado originalmente y luego continuar desde ahí porque había unas cuantas discográficas interesadas en trabajar con nosotros. [...] Jugábamos a marear la perdiz y eso es el porqué de ese disco... fue un momento duro para nosotros. Estábamos cabreados y enojados y eso se refleja en la música. Nuestro presupuesto había sido cercenado para ese disco por el hecho de que no habíamos firmado otro contrato. Creo que todo se redujo a "bien, firma ahora o este será el presupuesto porque eso es lo que pone el contrato". No se puede argumentar contra eso. No firmamos, no cedimos, y creo que valió la pena porque tuvimos lo que quisimos para el nuevo contrato... todo por lo que habíamos luchado diez malditos años y lo que merecíamos, lo teníamos. Aprendimos cómo jugar y jugamos muy bien.

## Controversia en la producción
Enemies of Reality tiene mala fama por la producción de Kelly Gray, que fue criticado por tener una calidad inferior a los álbumes previos de la banda. Jeff Loomis hablaba así del disco en 2003, cuando salió la edición original:
Kelly Gray es un tipo de productor más pop. Trabajó con Candlebox antes y vendió millones de discos con ellos, así que trabajando con nosotros, éramos más como unas ratas de laboratorio, ¿sabes? Nunca había producido a un grupo de heavy metal antes pero en general creo que hizo un fantástico trabajo. Consiguió de nosotros que tuviésemos calidad de directo porque estábamos acostumbrados a grabar primero la batería y luego el bajo, para pasar luego a las guitarras y por último las voces. Esta vez grabamos mucho material en directo con todo el grupo y después que una canción se terminaba, Warrel inmediatamente cantaba en vez de esperar al final, lo que preserva su tipo de voz en el proceso general de grabación. Opino que todo el disco está realizado en una atmósfera y aspecto diferente a antes, pero que suena igualmente bien.
En 2005, Enemies of Reality fue remezclado por Andy Sneap, que produjo al grupo en Dead Heart in a Dead World y que también haría después, para This Godless Endeavor, así como mezcló y masterizó The Year of the Voyager y The Obsidian Conspiracy. La reacción de la nueva mezcla y remasterización fue positiva.  Warrel Dane admitió que "la remezcla del álbum [...] obviamente suena mejor. Pero para mi, es lo más extraño de todo. Encuentro raro que haya sido la producción la que se haya revisado y no hayan sido las canciones."
Para 2005, Loomis también estaba molesto con la grabación. Por otra parte, atribuyó directamente el déficit de sonido a las restricciones presupuestarias relativas a las negociaciones contractuales que estaban llevando a cabo con Century Media:
Estábamos ya en el final de nuestro contrato de grabación con Century Media, y básicamente ellos no sabían si íbamos a volver a firmar con ellos, así que nos dieron un presupuesto muy reducido para nuestro último disco, en el que trabajábamos. Fue sobre $20.000, lo cual es ridículo para hacer un disco. Lo que necesitábamos en ese momento era un productor que estuviese dispuesto inmediatamente a hacer un disco con ese presupuesto reducido, y ese tipo fue Kelly Gray (risas). Desafortunadamente no era el tipo adecuado para hacer este álbum."

## Recepción
Enemies of Reality recibió diversas críticas debido a la naturaleza supuestamente desequilibrada y algunas inflexiones pop en la composición. Mientras que la generalmente positiva Sputnik Music describía la estructura de los temas como "pegadizas" por lo que el álbum parecía "demasiado simplista y poco inteligente... Enemies se nota demasiado pop a veces."
  De manera similar, Deadtime.com catalogaba el álbum como "heavy, thrash técnico" mientras criticaba al grupo por "incluir nada menos que tres baladas de las nueve pistas del CD, que mejor hubiesen dejado para el local de ensayo si en su lugar hubiesen puesto buenos temas como 'Never Purify' or 'Ambivalent.'"  Mientras, KNAC.com aplaudió el álbum como "el más accesible, pegadizo y más memorable grabación hasta la fecha" de Nevermore, aunque su autor, Eden Campbell arremetió contra la producción por ser "una mortaja" que da la impresión de "un plano de dos dimensiones".

## Listado de temas
Todas las canciones escritas y compuestas por Jeff Loomis and Warrel Dane. 
| Enemies of Reality |                                  |          |  |
| N.º                | Título                           | Duración |  |
| 1.                 | «Enemies of Reality»             | 5:11     |  |
| 2.                 | «Ambivalent»                     | 4:12     |  |
| 3.                 | «Never Purify»                   | 4:03     |  |
| 4.                 | «Tomorrow Turned into Yesterday» | 4:35     |  |
| 5.                 | «I, Voyager»                     | 5:48     |  |
| 6.                 | «Create the Infinite»            | 3:38     |  |
| 7.                 | «Who Decides»                    | 4:15     |  |
| 8.                 | «Noumenon»                       | 4:37     |  |
| 9.                 | «Seed Awakening»                 | 4:30     |  |

### Videos de bono (reedición 2005)
1. "Enemies of Reality" (video)
2. "I, Voyager" (video)
3. "Enemies of Reality" (directo en Wacken 2004)

### Listado de temas de la edición limitada en DVD
1. "Believe in Nothing" (video)
2. "Next in Line" (video)
3. "What Tomorrow Knows" (video)
4. "Engines of Hate" (directo 2001)
5. "Beyond Within" (directo 2001)

## Personal

### Nevermore
- Warrel Dane  - voces
- Jeff Loomis  - guitarras
- Jim Sheppard - bajo
- Van Williams - batería

### Producción
- Kelly Gray - Producción, ingeniería y mezcla (versión original)
- Carl Peterson - Ingeniero asistente
- Eddie Schreyer - Masterización (versión original)
- Gerald Wilkes - Administración
- Neil Sussman - Representación legal
- Karen Mason-Blair - Fotografía del grupo
- Travis Smith - Arte y maquetación

### Créditos de la reedición de 2005
- Andy Sneap - remezcla, remasterización
- Zach Merck - Director y productor del video promocional de "Enemies of Reality"
- Kevin Leonard - Director y productor del video promocional de  "I, Voyager"
- Christian Jungebluth - Mezcla y masterización del video promocional de "Enemies of Reality"
- Lars Ratz - Productor ejecutivo del video promocional de "Enemies of Reality"

## Posición en las listas
| Lista (2003)              | Mejor posición |
| ------------------------- | -------------- |
| Lista de álbumes alemana  | 87             |
| Lista de álbumes francesa | 130            |